# Eric Boeren
Eric Boeren (Ulicoten, 22 augustus 1959) is een Nederlandse jazz-trompettist en kornettist.
Boeren speelde eufonium en tuba in de fanfare van Ulicoten. Hij nam als kornettist deel aan de workshops van Arnold Dooijeweerd in het Bimhuis, waaruit het Amsterdams Creatief Ensemble voortkwam. In 1983 verving hij trompettist Jimmy Sernesky in Available Jelly, waarvoor hij ook componeerde. In de jaren tachtig maakte hij deel uit van de groepen van onder meer Maarten Altena (als vervanger van Kenny Wheeler, 1984-1985), Willem van Manen (1985-1986), J. C. Tans en Sean Bergin (vanaf 1986). In 1989 ging hij spelen bij Ab Baars en Paul Termos en in 1990 werd hij lid van Michiel Braam's Bik Bent Braam, waar hij nog steeds speelt. In 1993 richtte hij zijn eerste eigen groep op, Specs, die maar kort bestond. In de jaren negentig was hij lid van bands van Franky Douglas (1991), Martin van Duynhoven (1992-1995) en Guus Janssen (vanaf 1994). In 1995 organiseerde hij in zaal PH31 in Amsterdam een serie concerten, waarin hij met zijn trio (met Michael Vatcher en Wilbert de Joode) met steeds een andere saxofonist de muziek van het vroege kwartet van Ornette Coleman speelde. Hij speelde de muziek van Coleman ook in het Bimhuis met de elfkoppige band Go Dutch. Tevens richtte hij het kwartet Boeren! (later het Eric Boeren 4tet) op, dat eveneens composities van de saxofonist speelde. Zijn  liefde voor de muziek van Coleman resulteerde in twee cd's, "Cross Breeding" en "Joy of a Toy". In de jaren nul van de 21ste eeuw speelde hij met de band NEWS (met Cor Fuhler, bassist Nate McBride en drummer Mike Reed) en het kwintet HO&I, met onder meer Douglas en Paul Pallesen. Een huidige groep van Boeren is Boerenbond, met Peter Evans, Tobias Delius en Jason Adasiewicz.
Boeren is een van de initiatiefnemers van het muzikantencollectief Stichting dOeK (De Oefening de Kunst).

## Discografie
- Cross Breeding, Bimhuis, 1997
- Joy of a Toy, BVHaast, 1999
- Soft Nose, BVHaast, 2001
- Song for Tracy the Turtle: Live at Jazz Brugge 2004, Clean Feed Records, 2004
- Coconut, Platenbakkerij, 2012

- Gemeinsame Normdatei: 134695313
- International Standard Name Identifier: 0000 0000 4605 9498
- Library of Congress Control Number: no2002027735
- MusicBrainz: 3a71f391-731c-46f4-b86e-675b6ba4921f
- Virtual International Authority File: 29195784
- WorldCat: E39PBJvH9gR7W8XT9788CvD8YP